# Alyxia cacuminum
Alyxia cacuminum är en oleanderväxtart som beskrevs av Markgraf. Alyxia cacuminum ingår i släktet Alyxia och familjen oleanderväxter. Inga underarter finns listade i Catalogue of Life.